# 김진우 (1983년 3월)
김진우(金鎭尤, 1983년 3월 7일 ~ )는 전 멕시칸 리그 술탄네스 데 몬테레이의 투수이다.

## 아마추어 시절
광주진흥고 2학년 때인 2000년 제 30회 봉황대기 결승전에서 순천 효천고를 상대로 승리하며 팀을 야구부 창설 이후 27년만에 첫 중앙 무대 우승으로 이끌었다. 대회에서 최우수 선수상과 투수상을 모두 수상했다. 3학년 때인 2001년에는 진흥고를 상대로 제 35회 대통령배 전국 고교 야구 대회와 제 82회 전국 체육 대회 우승, 제 56회 청룡기 전국 고교 야구 선수권 대회 준우승으로 이끌었다.

## 한국 프로야구시절

### KIA 타이거즈시절
2002년 신인으로는 역대 최고 계약금인 7억원을 받으며 입단했다. 데뷔 첫 해 탈삼진왕에 등극하는 등 저력을 보여줬는데 한때 시애틀과 계약 성사 직전까지 갔으나 아들 혼자 외국에 보내는 것이 아픔 아팠던 어머니의 모습을 보고 미국행 대신 한국행을 택했다.
방어율은 높은 편이었으나 조정 방어율은 그렇지 않았다. 그러나 150km/h 강속구와 폭포수 커브를 주무기로 잡는 투수로 탈삼진은 많았으나 4사구 개수가 많은 것이 그의 제구력을 여실히 보여줬다. 기대에는 못 미쳤으나 2002~2006년에 안정적인 모습을 보여줬고 데뷔 첫 해에는 아시안 게임 대표팀에도 발탁되어 금메달도 획득했다. 그런데 2007년 갑자기 엄청난 난조를 보이며 8점대 방어율을 기록하는 등 사상 최악의 성적을 올리고 팀을 이탈했는데 이에 앞서 2004년에는 시즌 전 벌어진 '국토 대장정' 과정에서 무릎 부상을 당했으며 '국토 대장정' 사건 이후 본인 외에도 이종범이 체력 저하로 인해 시즌 중 부진을 면치 못했고 고질적 무릎부상에 시달린 홍세완, 햄스트링 부상이 있었던 박재홍이 1년 내내 부상과 사투를 벌여야 했으며 2004년 국토 대장정 당시 감독이었던 김성한은 소위 '국토 대장정' 사건 뿐 아니라 '김성한 구타 사건' 때문에  물의를 빚어 2004년 시즌 도중 물러났다. 몇 차례 복귀 의사를 밝혔으나 또 다시 이탈했고, 결국 구단에서 임의 탈퇴 처분을 내렸다.

## 일본 독립리그 시절

### 서울 해치시절
2010년에 입단하였고, 그 해 6월에 팀을 떠났다.

## 한국 프로야구복귀

### KIA 타이거즈복귀
당시 감독이었던 조범현의 지속적인 복귀 요청 등 오랜 기다림 끝에 선수단과 코치진의 회의에 의한 결정으로 2010년 8월 29일 자로 정식 복귀해 11월부터 팀 훈련에 합류했다. 그 후에도 끊임없는 노력으로 2011년 4월 30일 임의 탈퇴를 해제해 2군 훈련에 재합류했으며, 그 해 6월 17일에는 2007년 7월 6일 이후 1446일(3년 11개월 11일)만에 1군에 합류해서 삼성 라이온즈를 상대로 1이닝 무실점 투구를 하며 부활을 알렸다. 2012년 5월 9일 한화 이글스전에 선발 등판하여 1,791일만에 선발 승을 기록했다. 2018년 10월 19일에 방출되었다.

## 호주 프로야구 시절
2018년 10월 29일에 질롱 코리아에 입단하였다.

## 멕시코 프로야구 시절
2019년에 술탄네스 데 몬테레이에 입단하였다.

## 출신 학교
- 광주서석초등학교
- 광주진흥중학교
- 광주진흥고등학교

## 등번호
- '41' (2002년)
- '55' (2003년 ~ 2005년)
- '34' (2006년 ~ 2007년)
- '49' (2011년 ~ 2014년)
- '94' (2015년 ~ 2016년)
- '11' (2017년)
- '022' (2018년)

## 에피소드
- 그는 '제 2의 선동열'이라는 소리를 들을 정도의 촉망 받는 유망주 투수였다. 입단 당시 KIA 타이거즈의 영구 결번으로 지정되어 있었던 선동열의 영구 결번을 해제하고 그에게 줄 예정이었으나 선동열의 영향력이 너무 크고 또 야구 팬들의 비난도 심해서 무산됐다.

## 구단과의 파행 일지
- 2007년 7월 11일 : 2군 선수단에서 무단 이탈, 연락 두절
- 2007년 7월 31일 : 임의 탈퇴 선수 공시
- 2007년 12월 5일 : 모교인 광주 진흥고에서 복귀 위한 훈련 시작
- 2007년 12월 11일 : 잠적 후 5개월만에 복귀 의지 공식 표명
- 2008년 7월 20일 : 예비군 상습 불참으로 지명 수배
- 2008년 10월 초 : KIA 타이거즈에서 비밀리에 외부 코치를 붙여 그의 훈련을 지원
- 2008년 11월 중순 : 훈련 중단 후 잠적
- 2008년 11월 27일 : 자신의 홈페이지에서 복귀 의지 표명
- 2009년 1월 24일 : 경찰 야구단 훈련 합류
- 2009년 4월 말 : 구단 관계자와 만나 복귀 문제를 논의하자는 약속 어김

## 통산 기록
| 연도 | 팀명   | 평균자책점 | 경기 | 완투 | 완봉 | 승 | 패 | 세 | 홀 | 승률  | 타자 | 이닝   | 피안타 | 피홈런 | 볼넷 | 사구 | 탈삼진 | 실점 | 자책점 | 비고                               |
| ---- | ------ | ---------- | ---- | ---- | ---- | -- | -- | -- | -- | ----- | ---- | ------ | ------ | ------ | ---- | ---- | ------ | ---- | ------ | ---------------------------------- |
| 2002 | KIA    | 4.07       | 33   | 4    | 1    | 12 | 11 | 0  | 0  | 0.522 | 818  | 188    | 201    | 20     | 67   | 11   | 177    | 94   | 85     | 부산 아시안 게임 대표 선수, 삼진왕 |
| 2003 | KIA    | 3.45       | 24   | 4    | 2    | 11 | 5  | 0  | 0  | 0.688 | 707  | 169.1  | 150    | 9      | 63   | 12   | 146    | 68   | 65     |                                    |
| 2004 | KIA    | 2.86       | 19   | 0    | 0    | 7  | 2  | 1  | 0  | 0.778 | 269  | 63     | 49     | 2      | 33   | 3    | 57     | 23   | 20     |                                    |
| 2005 | KIA    | 3.91       | 31   | 6    | 1    | 6  | 10 | 1  | 0  | 0.375 | 623  | 145    | 126    | 10     | 61   | 12   | 123    | 71   | 63     |                                    |
| 2006 | KIA    | 2.69       | 20   | 0    | 0    | 10 | 4  | 0  | 0  | 0.714 | 489  | 117    | 94     | 3      | 51   | 12   | 65     | 38   | 35     |                                    |
| 2007 | KIA    | 8.35       | 5    | 0    | 0    | 1  | 2  | 0  | 0  | 0.333 | 95   | 18.1   | 14     | 0      | 23   | 6    | 17     | 19   | 17     |                                    |
| 2011 | KIA    | 5.19       | 10   | 0    | 0    | 0  | 1  | 2  | 0  | 0.000 | 41   | 8.2    | 6      | 0      | 7    | 1    | 12     | 5    | 5      |                                    |
| 2012 | KIA    | 2.90       | 24   | 2    | 1    | 10 | 5  | 0  | 0  | 0.667 | 558  | 133.2  | 110    | 2      | 50   | 10   | 101    | 47   | 43     |                                    |
| 2013 | KIA    | 4.99       | 24   | 0    | 0    | 9  | 10 | 1  | 0  | 0.474 | 577  | 126.1  | 147    | 8      | 49   | 13   | 130    | 77   | 70     |                                    |
| 2014 | KIA    | 5.96       | 28   | 0    | 0    | 3  | 4  | 1  | 1  | 0.429 | 429  | 90.2   | 100    | 8      | 61   | 7    | 85     | 66   | 60     |                                    |
| 2015 | KIA    | 3.45       | 4    | 0    | 0    | 1  | 0  | 0  | 1  | 1.000 | 55   | 13     | 12     | 1      | 9    | 1    | 12     | 5    | 5      |                                    |
| 2016 | KIA    | 4.80       | 11   | 0    | 0    | 2  | 1  | 0  | 2  | 0.667 | 65   | 15     | 16     | 3      | 5    | 2    | 10     | 8    | 8      |                                    |
| 2017 | KIA    | 7.93       | 14   | 0    | 0    | 2  | 6  | 0  | 0  | 0.250 | 183  | 36.1   | 52     | 5      | 23   | 7    | 21     | 33   | 32     |                                    |
| 통산 | 13시즌 | 4.07       | 247  | 16   | 5    | 74 | 61 | 6  | 4  | 0.548 | 4909 | 1124.1 | 1077   | 71     | 502  | 97   | 956    | 554  | 508    |                                    |